# Sciumbasci
Lo sciumbasci (o scium-basci o sciumbascì) (dal tigrino "investito del potere") era un grado militare delle Truppe coloniali italiane, equivalente al grado di maresciallo/ luogotenente del Regio Esercito.

## Servizio
Lo sciumbasci era il più alto grado raggiungibile dagli ascari eritrei, libici, somali e abissini del Regio Esercito ed era posto sotto il Sottotenente (grado precluso alle truppe coloniali) e sopra il bulucbasci.
Nel 1936 venne anche creato il grado di sciumbasci capo, equivalente a luogotenente o aiutante. Nel Regio Corpo Truppe Coloniali della Somalia e tra gli Zaptié libici lo sciumbasci capo era anche chiamato jusbasci.
Lo sciumbasci veniva assegnato ad ogni mezza-compagnia coloniale o buluc ed era addestrato per poterla comandare come fosse un ufficiale, in caso di necessità. Inoltre requisito essenziale per essere ammesso al grado di sciumbasci era la conoscenza della lingua italiana.
Presiedeva alle funzioni di fureria del suo reparto, ossia alle distribuzioni, ai prelevamenti, ai turni, ai servizi, inoltre aveva incarico di occuparsi dell'istruzione delle reclute, dell'igiene, della pulizia e dell'ordine della truppa. Svolgeva anche la mansione d'interprete fra gli ufficiali italiani e la truppa coloniale, qualora questa non parlasse la lingua, ed era considerato il primo cooperatore degli ufficiali.
In quanto sottufficiale, lo sciumbasci poteva essere armato anche di pistola e di sciabola, oltre che dell'armamento d'ordinanza. 
Al contrario, lo sciumbasci non usava la baionetta sul proprio fucile d'ordinanza.
Inoltre lo sciumbasci poteva portare i gambali in pelle o le fasce mollettiere, riservate alla truppa, anche se sovente sia gli uni che le altre erano indossate sui piedi scalzi, secondo l'uso coloniale. L'uso degli stivaletti di cuoio era infatti facoltativo.
Allo sciumbasci era consentito indossare anche fuori servizio una mantellina nera (di propria proprietà).
Lo sciumbasci portava come simbolo d'autorità il curbasc, un frustino di pelle d'ippopotamo, col quale applicava anche le sanzioni amministrative fisiche alla truppa.

## Distintivo e contrassegni d'anzianità

Truppe coloniali italiane: in primo piano uno sciumbasci capo di un reparto fucilieri. Le stellette sul suo grado indicano l'anzianità di almeno sei anni

Il distintivo di grado dello sciumbasci consisteva da tre galloni di tessuto di lana rossa, fatti ad angolo, uno sotto l'altro, con la punta rivolta verso la spalla, soppannati di panno nero a triangolo; per lo sciumbasci capo si aggiungeva superiormente un quarto gallone giallo. Inoltre lo sciumbasci porta sul tarbush tre stellette disposte a triangolo equilatero, con la base parallela all'orlo inferiore del tarbush.
Lo sciumbasci degli zaptié in grande uniforme indossava penne di struzzo bianche sul copricapo.

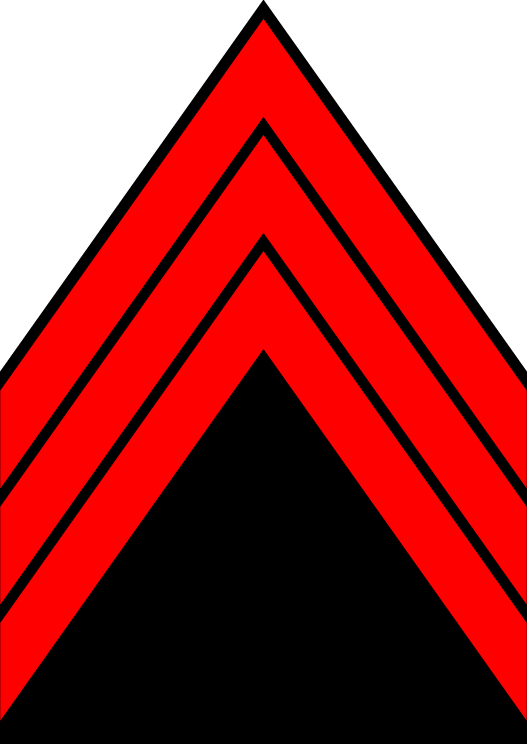
Fascia da braccio per il grado delle truppe coloniali italiane di Sciumbasci
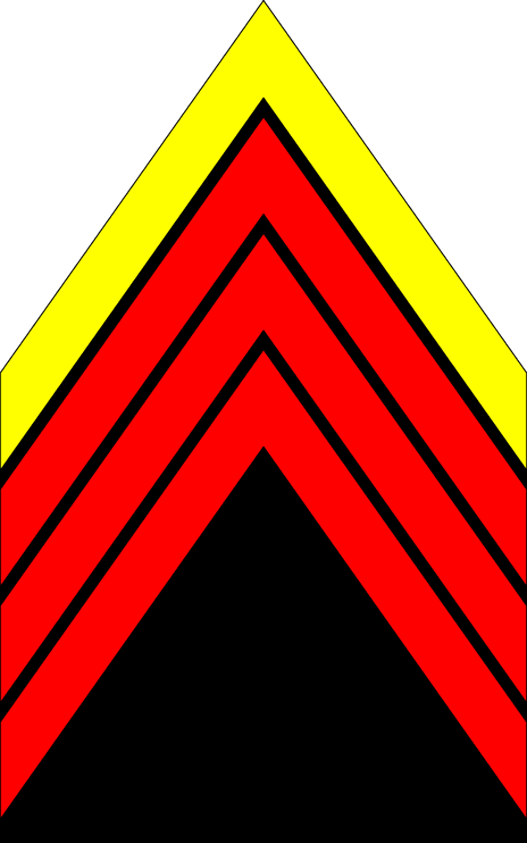
Fascia da braccio per il grado delle truppe coloniali italiane di Sciumbasci capo

Sul distintivo erano posti anche i contrassegni di anzianità - secondo la tabella qui di seguito - e di merito (la corona dei Savoia) come distintivo di promozione per merito di guerra, nonché il fregio di specialità (mitragliere, mitragliere scelto, musicante, trombettiere, tamburino, sellaio, maniscalco, bracciale internazionale) e il distintivo di ferita in guerra.
| 1 stelletta di panno rosso     | 2 anni di anzianità  |
| 2 stellette di panno rosso     | 6 anni di anzianità  |
| 3 stellette di panno rosso     | 10 anni di anzianità |
| 1 stelletta di tessuto argento | 12 anni di anzianità |
| 2 stellette di tessuto argento | 14 anni di anzianità |
| 3 stellette di tessuto argento | 15 anni di anzianità |
| 1 stelletta di tessuto oro     | 20 anni di anzianità |
| 2 stellette di tessuto oro     | 24 anni di anzianità |
| 3 stellette di tessuto oro     | 28 anni di anzianità |